# اوران (مهاراشترا)
اوران (به انگلیسی: Uran) یک منطقهٔ مسکونی در هند است که در Raigad district واقع شده‌است. اوران ۳۰٬۴۳۹ نفر جمعیت دارد و ۲۱ متر بالاتر از سطح دریا واقع شده‌است.